# Могилово
Моги́лово (болг. Могилово) — село в Старозагорській області Болгарії. Входить до складу общини Чирпан.

## Населення
За даними перепису населення 2011 року у селі проживали 145 осіб, з них 143 особи (98,6%) — болгари.
Розподіл населення за віком у 2011 році:
Динаміка населення: